# يوينتاه
تقع  محميات Uintah و Ouray Indian في الشمال الشرقي من ولاية يوتا الولايات المتحدة. وتعد الموطن الاصلي لقبيلة اليوتي الهندية والي تعتبر من أكبر المحميات الهندية التي يسكنها أفراد من قبيلة أوتي من الأمريكيين الأصليين. تقع يوتا في أجزاء من سبع مقاطعات مرتبة تنازليا حسب المنطقة وتبدأ ب: محافظات Uintah و Duchesne و Wasatch و Grand و Carbon و Utah و Emery. وتبلغ المساحة الإجمالية للأراضي 6769.173 ميلاً مربعاً (17,532.08 كم 2) وهي مقسمة ومتنازع عليها بين كل من  Ute Indian Allottees ، و Ute Indian Tribe ، و Ute Distribution Corporation.
تمتلك القبيلة أراضي تبلغ مساحتها الإجمالية حوالي 1.2 مليون فدان (4855 كم 2) من الأراضي السطحية و 40.000 فدان (160 كيلومتر مربع) من الأراضي التي تحوي  المعادن داخل منطقة التجمع الهندي البالغ عددها 4 ملايين فدان (16185 كم 2). [1] وتعود ملكية أجزاء أخرى من المحمية إلى سكان غير اليوتي، حيث فقدت القبيلة السيطرة على جزء كبير من الأرض خلال عملية توزيع الحصص.
حسب احصائية عام 2000، تم تسجيل حوالي 19,182 شخصًا يعيشون في المحمية.  ويعد ثاني أكبر تجمع هندي في منطقة الأراضي في الولايات المتحدة بعد شعب النفاجو، لكن السيطرة على الأرض قسمت بين عدة سلطات. يقع المقر القبلي في فورت داتشيزن، الواقعة في مقاطعة يوينتا بولاية يوتا. وتعد مدينة روزفلت أكبر تجمع سكني داخل حدود المحمية في حين ان معظم سكانها ليسوا من الأمريكيين الأصليين.
حق الاختصاص  والمطالبة بملكية للأراضي
كانت لقبيلة اليوتي قضايا قديمة عالقة مع سلطات الدولة والمحافظات، والتي قامت منذ السبعينات من القرن الماضي بملاحقة قضائية لأفراد من قبيلة اليوتي في محكمة الولاية من داخل الأراضي القبلية في هذة المحمية واثنين من المعاقل التابعة لها. وقد قدمت القبيلة دعوى ضد الولاية في المحكمة المحلية الفدرالية. وفي عام 1985 في قضية Ute Tribe v. Utah (10th Cir. 1985) (en banc) Ute III فقد  منحت  الدائرة العاشرة لمحكمة الاستئناف للولايات المتحدة  القبيلة حق الاختصاص القانوني على أفرادها ضمن المحميات وبينت حدودها، في خلاف مزاعم الدولة والمقاطعات بأن منطقة الاختصاص قد قلت منذ أن تم إنشاء المحمية في عام 1864. ورفضت المحكمة العليا للولايات المتحدة الاستماع إلى هذه القضية.
في انتهاك للحكم الصادر في أوتي الثالث Ute III ، واصلت الدولة مقاضاة أفراد الأوتي ضمن نطاق المحميات في محكمة الولاية. حكمت المحكمة العليا في الولاية بأن حدود المحمية قد قلت، وقد تم النظر في القضية من قبل المحكمة العليا في الولايات المتحدة بالقضية التي عرفت ب هاغن ضد يوتاه، رقم 510 الولايات المتحدة 399، 421-22 (1994). وقد أيدت هذه المحكمة قرار المحكمة العليا ليوتا في التأكيد على أن بعض أعمال الكونغرس قد ساهمت في التقليل من حدود محمية Uintah ، لكن بشرط عدم تأثر المحميتان.   
في محاولة للتوفيق بين القضايا في ضوء حكم المحكمة العليا، نظرت محكمة الاستئناف الدائرة العاشرة في قضية Ute Tribe ضد يوتا في عام 1997
«تم التوصل بين الطرفان على قرار سمي Ute V   حيث قامت المحكمة باستدعاء وتعديل قضية Ute III. وبعد أن تم طرح قضية محمية وادي اليونيتاه من قبل هاغن، وقد اعتبرت المحكمة بقضية ال Ute V ، أن جزءًا معينًا من أراضي Ute القبلية قد تضائل - وفقًا للشروط التي حددها هاغن. وقد اسفر عن هذا القرار الشعور بالراحة والرضى فقد عملت  المحكمة على» التوفيق بين قوتين متناحرات على مراسم الحدود المتنازع عليها وتقسيم مناطق الاختصاص والولاية لكلا من القوى.

واصلت الدولة والمقاطعات مقاضاة أفراد الأوتي من داخل المحمية في محاكم الولاية عند ارتكابهم للمخالفات. وقد استدعت محكمة استئناف الدائرة العاشرة المدعين والمتهمين معاً مرة أخرى في عام 2015. ورفضت المحكمة ادعاء المقاطعات بأنها تعمل كذراع للدولة وبحقها الحصول على نفس الحصانة. وقد وضحت المحكمة بشدة للدولة والمحافظات ضرورة ادراك الطبيعة المستقرة لهذه القضية والامتناع عن أي مخططات للتعدي على حدود المحمية أو التدخل باختصاص القبائل لأفرادها في الولاية الهندية.